# Pieter Potter

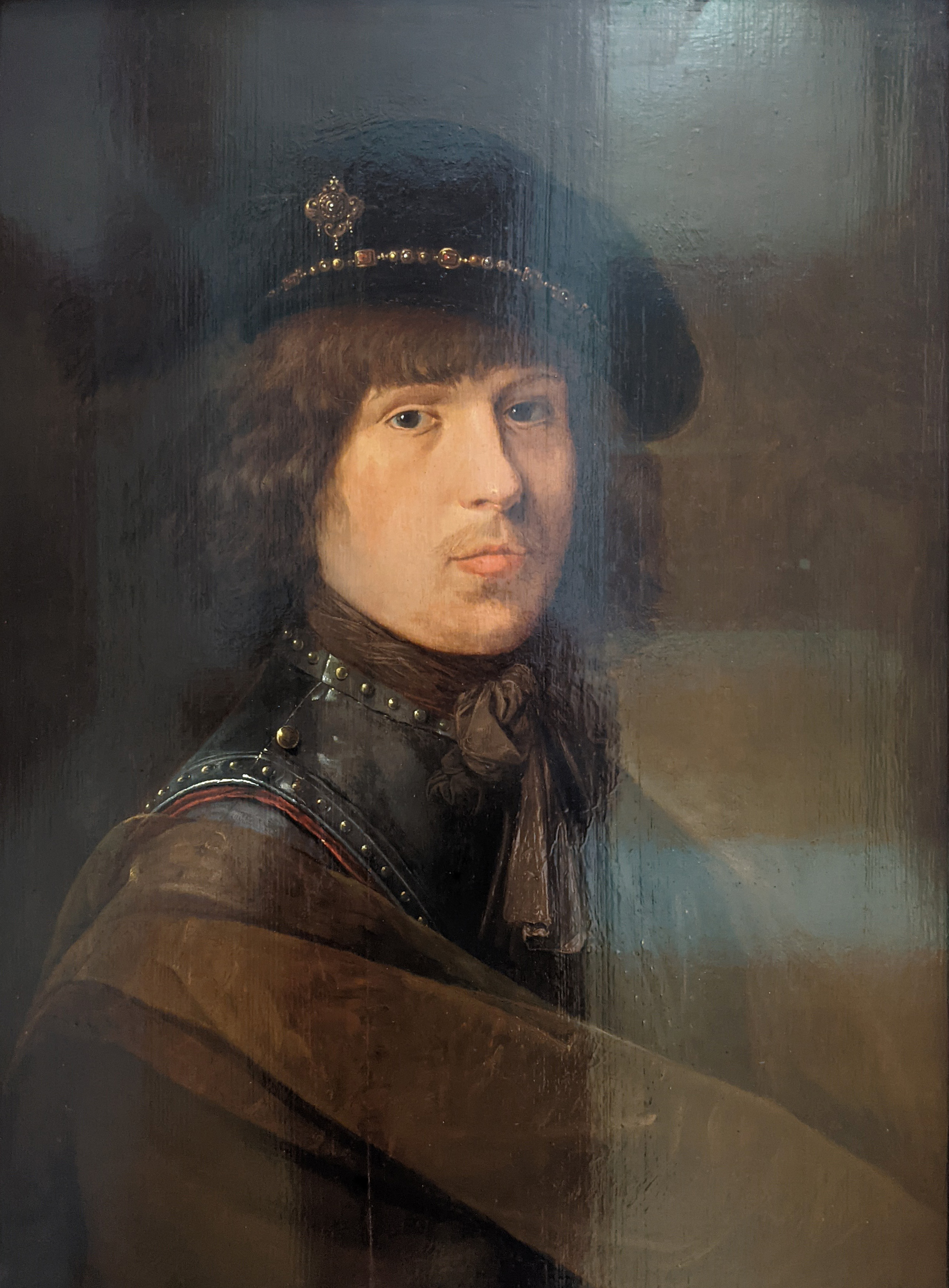
Självporträtt.

Pieter Symonsz Potter, född 1597, död 1652, var en nederländsk målare. Han var far till Paulus Potter.
Potter målade i Frans Hals stil genrebilder och stilleben, samt landskap i italianiserande stil och porträtt.